# D'Arcy Wentworth Thompson
Sir D'Arcy Wentworth Thompson (2. května 1860 – 21. června 1948) byl skotský biolog, matematik a znalec klasických jazyků. Patřil k průkopníkům matematické a teoretické biologie. Podnikl vědecké expedice do oblasti Beringova průlivu a po dobu 32 let působil jako profesor přírodopisu na University College v Dundee, poté dalších 31 let na Univerzitě v St Andrews.
Byl zvolen členem britské Královské společnosti (Royal Society), obdržel rytířský titul a získal prestižní Darwinovu medaili i medaili Daniela Girauda Elliota.
Thompson je dodnes připomínán jako autor knihy On Growth and Form (O růstu a formě) z roku 1917, která zásadně ovlivnila vědecké chápání morfogeneze – procesu, při němž v rostlinách a živočiších vznikají vzory a tělesné struktury.

## O růstu a formě
Ve své nejslavnější práci On Growth and Form (O růstu a formě) Thompson položil základy vědeckého vysvětlení morfogeneze – procesu, jímž vznikají vzory a tělesné struktury u rostlin a živočichů. Knihu napsal převážně v roce 1915 v Dundee, avšak její vydání bylo kvůli válečným nedostatkům a četným autorovým pozdějším úpravám odloženo až na rok 1917.
Ústředním tématem knihy je kritika tehdejší biologie, která podle Thompsona přikládala přílišný důraz evoluci jako hlavnímu určujícímu činiteli tvaru a struktury živých organismů, zatímco zanedbávala vliv fyzikálních zákonů a mechaniky. Darwinismus kritizoval již dříve – například ve svém vystoupení Some Difficulties of Darwinism (Některé obtíže darwinismu) na zasedání Britské asociace pro rozvoj vědy v roce 1884.
V On Growth and Form Thompson podrobně vysvětluje, proč považoval Darwinovu teorii za nedostatečné vysvětlení vzniku nových druhů. Neodmítal přímo přirozený výběr, ale považoval jej za sekundární mechanismus ve vztahu ke vzniku biologické formy. Místo toho obhajoval strukturální přístup (strukturalismus), který kladl důraz na fyzikální a geometrické principy jako formotvorné síly – s jemným náznakem vitalismu jakožto skryté hnací síly.

K pojmu alometrie – studiu vztahu mezi velikostí těla a jeho tvarem – Thompson napsal:
„Organismus je natolik složitý, a růst tak komplexní jev, že aby růst ve všech částech probíhal tak rovnoměrně a konstantně, aby zůstal celý tvar beze změny, to by byl nepravděpodobný a neobvyklý případ. Rychlosti růstu se liší, proporce se mění, a celé uspořádání se tomu přizpůsobuje.“
Pomocí řady příkladů Thompson ukázal souvislosti mezi biologickými tvary a mechanickými jevy. Poukázal na podobnost mezi tvarem medúz a kapkami kapaliny padajícími do viskózního prostředí, nebo mezi vnitřními podpůrnými strukturami dutých ptačích kostí a známými návrhy inženýrských příhradových konstrukcí. Popsal také fylotaxii – numerické vztahy ve spirálních strukturách rostlin – a její propojení s Fibonacciho posloupností.
Snad nejslavnější je kapitola XVII, „Srovnávání příbuzných forem“, kde Thompson ukazuje, do jaké míry lze rozdíly mezi příbuznými živočišnými tvary popsat relativně jednoduchými geometrickými transformacemi. Například transformaci ryby Argyropelecus olfersi na Sternoptyx diaphana znázornil pomocí 20° zkosení.

Kniha se hlásí k deskriptivní tradici – Thompson v ní neformuluje testovatelné hypotézy, ale nabízí pozorování, korelace a geometrické vhledy. Byl si této „předmluvové“ povahy díla vědom a poznamenal:
„Tato moje kniha příliš úvodu nepotřebuje – vždyť ona je vlastně úvodem od začátku do konce.“